# Shoctic
Shoctic es una localidad del estado mexicano de Chiapas. Es parte del municipio de Tila.

## Demografía
| Gráfica de evolución demográfica |
|                                  |

| Censo | Población |
| ----- | --------- |
| 1900  | 423       |
| 1910  | —         |
| 1921  | 510       |
| 1930  | 397       |
| 1940  | 554       |
| 1950  | 953       |
| 1960  | 989       |
| 1970  | 987       |
| 1980  | 1 072     |
| 1990  | 1 286     |
| 2000  | 1 305     |
| 2010  | 1 717     |
| 2020  | 1 984     |